# Genus maiestaticum
Genus maiestaticum ist eine besondere Begriffsbildung der altlutherischen Christologie: Die menschliche Natur Jesu Christi habe Anteil an der Allmacht, Allwissenheit und Allgegenwart Gottes. Dies wurde zur Plausibilisierung (aber nicht zur Begründung!) der realen Gegenwart der menschlichen Natur in den konsekrierten Elementen des Altarsakraments und der daraus folgenden mündlichen Nießung von Christi wahrem Leib und Blut aller Abendmahlsteilnehmer herangezogen. Logischerweise hätte dann vice versa auch die göttliche Natur Jesu Christi Anteil an seiner menschlichen Leidensfähigkeit haben müssen (=Genus tapeinoticum). Doch die altlutherischen Dogmatiker zogen diese Konsequenz nicht, da sie mit ihrem Verständnis der Unveränderlichkeit Gottes nicht vereinbar war. 
Die altreformierten Dogmatiker lehnten das Genus maiestaticum ab, weil es ihrer Ansicht nach das wirkliche Menschsein Jesu verwischte, und die Frage aufwarf, ob das Leiden Christi dann noch ein wirklich menschliches Leiden sei. Die altlutherische Dogmatik suchte diese Schwierigkeit zu vermeiden, indem sie lehrte, dass der Mensch Jesus Christus nur geschenkweise Anteil habe an den göttlichen Eigenschaften. In der Spätphase der altlutherischen Dogmatik wurde zusätzlich die Lehre „de statu Christi duplice“ entwickelt, im Anschluss an Phil 2,5ff.: status exinanitionis während des irdischen Lebens, status exaltationis nach der Auferstehung.